# Ternopilśkyj encykłopedycznyj słownyk
Ternopilśkyj encykłopedycznyj słownyk (ukr. Тернопільський енциклопедичний словник; dosł. Tarnopolski encyklopedyczny słownik) – regionalna encyklopedia w języku ukraińskim, zawierająca informacje o historii, geografii, kulturze, gospodarce, strukturze administracyjnej miasta Tarnopola i obwodu tarnopolskiego.

## Tomy
Składa się z czterech części:
- tom pierwszy – 2004, А – Й, 696 stron;
- tom drugi – 2005, К – О, 706 stron;
- tom trzeci – 2008, П – Я, 708 stron;
- tom czwarty – 2010, dodatkowy, 788 stron.

## Grupa redakcyjna i wydawnicza
- Petro Hucał (tom 1)
- Iryna Demjanowa
- Anna Iwachiw (tom 3)
- Bohdan Melnyczuk
- Chrystyna Melnyczuk (tomy 1 i 2)
- Oksana Ostrożynśka (tom 3)
- Bohdan Petrasz (tom 3)
- Wiktor Unijat
- Wołodymyr Frołenkow (tom 2)
- Iryna Fedeczko (tomy 2 i 3)
- Łarysa Szczerbak

## Autorzy haseł
- Wołodymyr Barna